# Округ Ружомберок
Округ Ружомберок (слч. Okres Ružomberok) округ је у Жилинском крају, у Словачкој Републици. Административно средиште округа је град Ружомберок.

## Географија
Налази се у јужном дијелу Жилинског краја.
Граничи:
- на сјеверу је Округ Долни Кубин,
- источно Округ Липтовски Микулаш,
- западно Округ Мартин,
- јужно Банскобистрички крај.

Клима је умјерено континентална.

## Становништво
| Година:    | 1994.  | 2004.   | 2014.   | 2024.   |
| ---------- | ------ | ------- | ------- | ------- |
| Број људи: | 59 516 | 59 136  | 57 403  | 56 278  |
| Разлика:   |        | -0,63 % | -2,93 % | -1,95 % |

| Година:    | 2023.  | 2024.   |
| ---------- | ------ | ------- |
| Број људи: | 56 488 | 56 278  |
| Разлика:   |        | -0,37 % |

Према подацима о броју становника из 2011. године округ је имао 57.953 становника. Словаци чине 93,77% становништва.
| Етнички састав (2011)‍ | Етнички састав (2011)‍ | Етнички састав (2011)‍ | Етнички састав (2011)‍ | Етнички састав (2011)‍ |
| --------------------- | --------------------- | --------------------- | --------------------- | --------------------- |
|                       |                       |                       |                       |                       |
| Словаци               | Словаци               |                       | 0                     | 93,77%                |
| Чеси                  | Чеси                  |                       | 0                     | 0,42%                 |
| остали, непознато     | остали, непознато     |                       | 0                     | 5,81%                 |

## Насеља
У округу се налази један град и 24 насељена мјеста.